# Peralejos de Abajo
Peralejos de Abajo est une commune de la province de Salamanque dans la communauté autonome de Castille-et-León en Espagne.